# Пржевальский, Евгений Михайлович
Евгений Михайлович Пржевальский (1844—1925) — российский математик-педагог.

## Биография
Из дворян Смоленской губернии. Брат знаменитого путешественника Николая Михайловича Пржевальского.
Окончил (по 1-му разряду) Александринский сиротский кадетский корпус.
С 1862 по 1912 на военной службе, генерал-майор (1905), генерал-лейтенант (1910). В период 1866—1908 годов штатный преподаватель 3-го военного Александровского училища (механика, математика).
Награждён орденами Св. Станислава 3 ст. — 30 августа 1876 г. Св. Анны 3 ст. — 30 августа 1880 г.; Св. Станислава 2 ст. — 15 мая 1883 г.; Св. Анны 2 ст. — 30 августа 1886 г., Св. Владимира 4 ст. — 30 августа 1889 г., Св. Владимира 3 ст. — 14 мая 1896 г., Св. Анны 1-й ст. (10.04.1916).
Похоронен на Ваганьковском кладбище; могила утрачена.

## Книги
- Начальная алгебра Е. Пржевальского, штатного препод. 3-го Александровск. воен. училища : [Ч. 1]-2. — Москва : тип. В. Готье, 1867. — 2 т.; 23.
- Собранiе геометрическихъ теоремъ и задачъ / Е.Пржевальскiй. — Москва : Тип. Г. Лисснера и Д. Собко, 1909, — 442 с.
- Аналитическая геометрия на плоскости и в пространстве и сборник задач / Е. Пржевальский. — Москва : Гос. изд-во, [1924]. — [4], 321 с. : черт.; 23 см.
- Учебник прямолинейной тригонометрии [Текст] / Е.Пржевальский. — Москва : Гос. изд-во, [19--]. — 176 с. : ил.; 22 см. — (Учебные пособия для школ 1 и 2 ступений).
- Учебник прямолинейной тригонометрии / Е. Пржевальский. — Москва : Гос. изд-во, [1924]. — 176 с. : черт.; 24 см. — (Учебные пособия для школ I и II ступени).
- Пятизначные таблицы логарифмов [Текст] : Утв. Наркомпросом РСФСР / Е. Пржевальский. — 20-е изд. — Москва : Гос. учеб.-педагог. изд., 1937 ("Образцовая " тип.). — Переплет, 208 с.; 18х13 см.
- Пятизначные таблицы логарифмов чисел и тригонометрических величин : С приб. логарифмов Гаусса, квадратов чисел, квадратных и кубичных корней из чисел и некоторых других таблиц / Е. Пржевальский. — 3-е изд. — Москва : Гос. изд-во, [1924]. — 204 с.; 18 см. — (Учебники и учебные пособия для школ I и II ступени).
- Сборник алгебраических задач повышенной трудности. Ч. 1. Задачи на преобразование выражений и уравнений [Текст] : Пособие для учителей. — 2-е изд. — Москва : Учпедгиз, 1941 (Ленинград). — 332 с.; 22 см.
- Fünfstellige Logarithmentafeln [Текст] / E. Prshewalsky. — 17-e erg. Aufl. / Aus dem Russ. übers. von M. Golberger. — Engels : Deutscher Staatsverlag, 1937. — 215 с.; 18 см.